# Deutsches Meisterschaftsrudern 1926
Das 39. Deutsche Meisterschaftsrudern wurde 1926 in Schweinfurt ausgetragen. Wie bereits im Vorjahr wurden Medaillen in fünf Bootsklassen vergeben.

## Medaillengewinner
| Bootsklasse            | Gold | Silber | Bronze                                                                     |
| ---------------------- | --- | --- | -------------------------------------------------------------------------- |
| Einer                  | Walter Flinsch (Frankfurter RV von 1865) | Willi Böttcher (RK am Wannsee Berlin) | Fritz Mutschler (RG Worms 1883)                                            |
| Doppelzweier           | RV Wiking Linz Viktor Flessl Leo Losert | RG Wiking Berlin Franz Vogtmann Carl Grethner | Keine weiteren Boote in der Wertung.                                       |
| Zweier ohne Steuermann | Ulmer RC Donau Ernst Maier Hans Schäfer | Frankfurter RV von 1865 Robert Schrod Willi Albrecht | RC Dessau Hans Helling Rudolf Eberius                                      |
| Vierer ohne Steuermann | Kölner RG 1891 Martin Schwingeler Hans Großmann Heinrich Schwingeler Fritz Streck                                                                                | Mainzer RV von 1878 Josef Schneider Ludwig Apel Hanns Funk Josef Racke                                                                                              | Frankfurter RV von 1865 Karl Bögel Hans Husch Robert Schrod Willi Albrecht |
| Achter                 | Berliner RC Heinz Tillmann Günter Hoffmann Arno Breitmeyer Bernhard Willuweit Horst Hoeck Walter Meyer Heinz Schoof Jean-Baptiste van Silfhout Max Krause (Stm.) | Kölner RG 1891 Hermann Wassenberg Jürgen Stange Martin Schwingeler Alfred Preuß L. Blothenberg Hans Großmann Heinrich Schwingeler Fritz Streck Carl Braschoß (Stm.) | Nur zwei Boote im Endlauf.                                                 |